# Drosophila infuscata
Drosophila infuscata este o specie de muște din genul Drosophila, familia Drosophilidae, descrisă de Grimshaw în anul 1901. Conform Catalogue of Life specia Drosophila infuscata nu are subspecii cunoscute.